# Рохас, Франсиско (легкоатлет)
Франсиско Рохас Сото (исп. Francisco Rojas Soto; род. 16 октября 1950, Гуасу-Куа, Ньеэмбуку) — парагвайский легкоатлет, выступавший в беге на средние дистанции и барьерном беге; спортивный функционер. Участник летних Олимпийских игр 1972 года.

## Биография
Франсиско Рохас родился 16 октября 1950 года в парагвайской деревне Гуасу-Куа.
По итогам учёбы получил степень в области финансов и машиностроения, после чего перебрался в Асуньсон, прошёл срочную армейскую службу, а в 1980 году получил экономическое образование.
Начал заниматься лёгкой атлетикой во время учёбы в Асунсьоне. Сначала бегал босиком.
В 1972 году вошёл в состав сборной Парагвая на летних Олимпийских играх в Мюнхене. В беге на 400 метров занял в забеге 1/8 финала 6-е место, показав результат 47,46 секунды и уступив 0,98 секунды попавшему в четвертьфинал с 5-го места Гэри Армстронгу из Великобритании. Также был заявлен в беге на 400 метров с барьерами, но не вышел на старт.
24 июля 1975 года в Рио-де-Жанейро установил рекорд Парагвая в беге на 400 метров с барьерами — 51,88, который остаётся действующим по состоянию на 2023 год.
После окончания выступлений работал в Центральном банке Парагвая, возглавлял отдел внешней торговли.
Почти 20 лет был президентом Федерации лёгкой атлетики Парагвая, покинув пост в 2013 году.

## Личные рекорды
- Бег на 400 метров — 47,46 (3 сентября 1972, Мюнхен)[5]
- Бег на 400 метров с барьерами — 51,88 (24 июля 1975, Рио-де-Жанейро)[4]

## Семья
Жена — Сельса Исабель Пренте. У них четверо детей.